# Abrud-Sat
Abrud-Sat (en húngaro: Abrudfalva, en alemán: Abruden) es una localidad componente de la ciudad de Abrud, en el transilvano distrito de Alba de Rumania. Se halla en la orilla derecha del río Abrud.
Contaba con 973 habitantes en 2002.

## Historia
Aparece mencionado por primera vez como Abrugyfalva en un diploma de 1589 y posteriormente como Abrudfalva (1808) y Abruden (1913). Abrudfalva era conocida en el siglo XIX por su importante comercio de cría de ovejas y alfarería.

## Demografía
En 1850, 681 de sus 747 habitantes eran rumanos y 26 húngaros. En 2002, de los 920 habitantes, 905 eran rumanos, 10 gitanos y 4 húngaros, y según su religión eran 849 greco-orientales y 54 bautistas.  

## Personalidades
- Lajos Esztergár (1894-1978, profesor, alcalde de Pécs (1943-45).
- Dezső Radnóti (1865-1903), fundador y secretario de la Asociación de los Cárpatos de Transilvania (EKE), luego su secretario general entre 1891 y 1902.